# Pacific Islands Forum

Karta över medlemsstater.

Pacific Islands Forum (PIF) är en mellanstatlig organisation med målet att förbättra samarbetet mellan de olika oberoende staterna i Stilla havet och representera deras intressen. Organisationen, vars största medlem är Australien, grundades 1971 som South Pacific Forum. År 2000 ändrades namnet för att inkludera både nordliga och sydliga östater i området.
Fiji blev i maj 2009 avstängt från PIF på grund av den styrande militärregimens ovilja att återinföra demokrati. Landet är dock inte uteslutet och sades vid avstängningen vara välkommet tillbaka när det återvänder till "konstitutionell demokrati genom fria och rättvisa val".

## Medlemmar
Medlemsstaterna i PIF är följande.
- Australien
- Cooköarna
- Fiji
- Franska Polynesien
- Kiribati
- Marshallöarna
- Mikronesien
- Nauru
- Nya Kaledonien
- Nya Zeeland
- Niue
- Palau
- Papua Nya Guinea
- Samoa
- Salomonöarna
- Tokelau (associerad)
- Tonga
- Tuvalu
- Vanuatu

Observatörer
- Amerikanska Samoa
- Guam
- Nordmarianerna
- Wallis- och Futunaöarna
- Östtimor
- FN
- Asian Development Bank
- Commonwealth of Nations
- World Bank